# NGC 5358
NGC 5358 ist eine Linsenförmige Galaxie vom Hubble-Typ S0-a im Sternbild Jagdhunde am Nordsternhimmel. Sie ist rund 111 Millionen Lichtjahre von der Milchstraße entfernt und hat einen Durchmesser von etwa 40.000 Lichtjahren. 
Die Galaxie ist Mitglied der Galaxiengruppe um NGC 5353, auch Hickson Compact Group 68 genannt.
 Entdeckt wurde das Objekt am 23. Juni 1880 von Édouard Stephan.